# Sven Andersson (football, 1907)
Pour les articles homonymes, voir Sven Andersson et Andersson.
Sven Andersson (né le 14 février 1907 à Össeby-Garn et mort le 30 mai 1981 à Solna) était un joueur et entraîneur de football suédois.

## Biographie

### Joueur
Durant sa carrière de club, il commence sa carrière en 1926 au Hagalunds IS et joue ensuite dans le club de l'AIK Solna.
Il fait ses débuts en Allsvenskan le 28 octobre 1911 lors d'un match contre GAIS. Il joue en tout 235 matchs pour 28 buts en championnat et prend sa retraite en 1940.
Au niveau international, il joue avec l'équipe de Suède pendant la coupe du monde 1934 en Italie, où son pays atteint les quarts-de-finale.

### Entraîneur
Après sa retraite de joueur professionnel, il devient entraîneur et prend les rênes du Vasalunds IF.